# Engstorkenæb
Engstorkenæb (Geranium pratense), ofte skrevet eng-storkenæb, er en 30-70 cm høj urt, der i Danmark findes forvildet nær bebyggelse. Planten indeholder stoffer, som er adstringerende (opstrammende).

## Beskrivelse
Engstorkenæb er en flerårig urt med en tueformet vækst og bladene båret på lange, spinkle stængler. De grundstillede blade er dybt hånddelte med fligede bladrande. Oversiden er mørkegrøn og lidt fedtet at føle på. Undersiden er lysegrøn. Høstfarven er orangerød.
Blomstringen sker i juli-august. Blomsterstænglerne er tynde og grenede med fedtede kirtelhår. Blomsterne sidder enkeltvis eller få sammen for enden af hver forgrening. De er blå med lyserød midte. Frugterne er hårede nødder, som spirer villigt.
Rodnettet er kraftigt med enkelte, svære og vidt udbredte hovedrødder og mange, finere trævlerødder.
Højde x bredde og årlig tilvækst: 0,40 x 0,40 m (40 x 4 cm/år), men blomsterstænglerne er dog op til 1 m høje.

## Voksested
Engstorkenæb hører hjemme i våde og frodige enge i Mellemeuropa, Lilleasien og Sibirien. Her optræder den sammen med blandt andre draphavre, engblomme, rødkløver, sibirisk iris, slangeurt og trævlekrone.
I Danmark er den naturaliseret, dvs. forvildet fra dyrkning.